# Wisfatyna

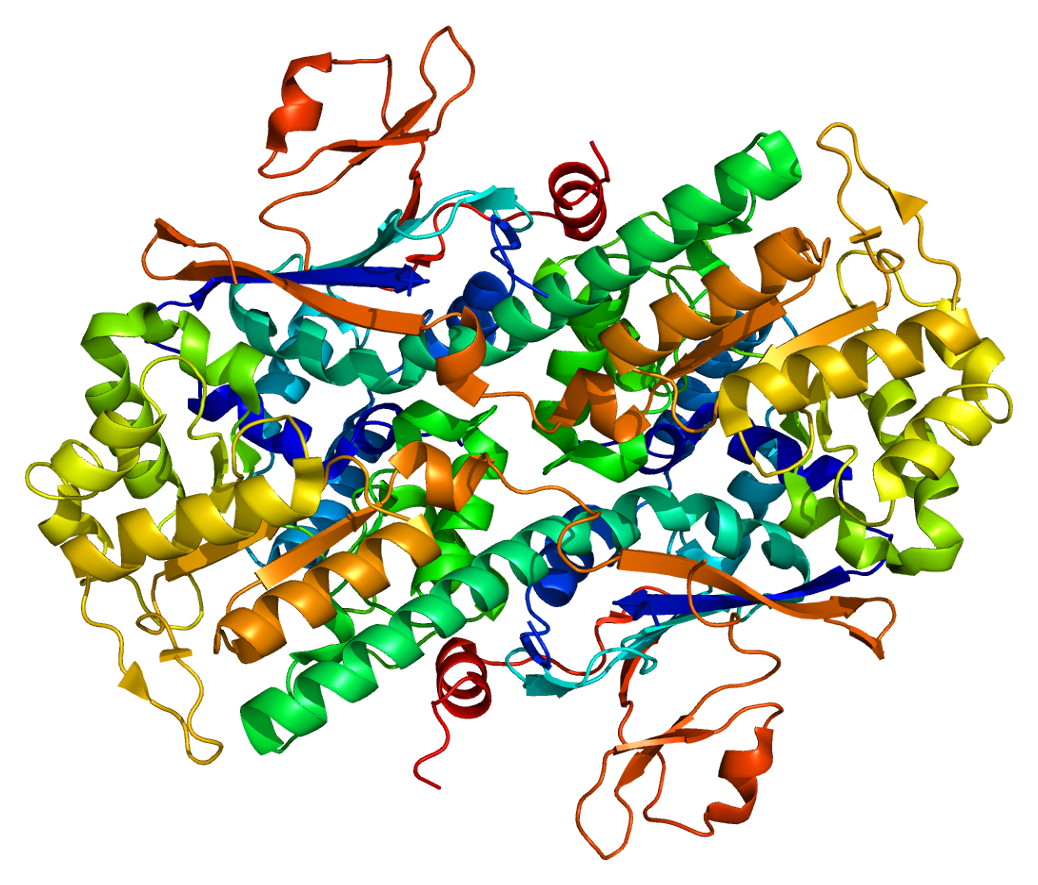
Wisfatyna

Wisfatyna, NAMPT, PBEF – białko prozapalne z grupy adipokin. Została opisana w 1994 r. przez Babru Samala i współpr. pod nazwą pre-B cell colony-enhancing factor (PBEF)
W 1994 Samal i współpracownicy sklonowali gen PBEF. Jego mRNA liczyło 2,4 tysiąca zasad. Kodowane przezeń białko cechowało się masą 52 kDa.
W 2005 zespół Fukuhary z Osaka University opisał to białko w publikacji Science, nadając mu nazwę „wisfatyna”. W relacji badaczy znaleźli ją oni w trzewnej tkance tłuszczowej ludzkiej i mysiej, a także w osoczu. Jej stężenie w osoczu wzrastać ma w przypadku otyłości. Ustalone przez autorów właściwości wisfatyny przypominały opisane dla insuliny, wisfatyna miała redukować stężenie glukozy w osoczu. Powołując się na eksperymenty na myszach, Fukuhara i współpracownicy zaproponowali również mechanizm działania związku przez aktywację receptora insulinowego, czynili spekulacje dotyczące przyszłego wpływu na leczenie cukrzycy. 2 lata po opublikowaniu praca Fukuhary została jednak przez autorów wycofana na wniosek komitetu ds. uczciwości badań ich macierzystego uniwersytetu. Jednakże badania nad związkiem kontynuowano. Zespół Varmy odkrył, że związek obecny jest nie tylko w tkance tłuszczowej trzewnej, ale również w podskórnej, różnic w ilości mRNA nie stwierdzono. Potwierdzono większe stężenie mRNA wisfatyny w tłuszczu trzewnym u osób o większym BMI, natomiast w przypadku tkanki tłuszczowej podskórnej znaleziono zależność odwrotną. Co więcej, pokazano negatywny związek mRNA wisfatyny w tłuszczu podskórnym z markerami stanu zapalnego, jak TNFα czy CD68. Zespół Zahorskiej-Markiewicz porównał osoczowe stężenia związku u kobiet cierpiących na otyłość oraz o prawidłowej masie ciała. Wykazano większe stężenie wisfatyny w tej pierwszej grupie, jak również korelację pomiędzy stężeniem wisfatyny i insuliny. Natomiast u kobiet o prawidłowej masie ciała stężenie wisfatyny korelowało ze stężeniem glukozy. Otrzymany wynik badacze interpretują jako wynik próby przeciwdziałania przez organizm podwyższonym stężeniom cukru we krwi. Kolejne badania pozwoliły stwierdzić u wisfatyny funkcję fosforybozylotransferazy nikotynamidu (nicotinamide phosphoribosyltransferase, NAMPT).
Obecnie wisfatyna zaliczana jest do czynników prozapalnych. Wedle Ahmeda i innych podwyższone stężenie związku występuje w przypadku pacjentów z cukrzycą i chorobą serca, cechującymi się również wysokimi stężeniami glukozy na czczo, CRP, trójglicerydów, mikroalbumin, cholesterolu. Badacze postulują uznanie stężenia wisfatyny za czynnik prognostyczny powikłań kardiologicznych u pacjentów z cukrzycą nieinsulinozależną. Wyjaśniono też, że związek produkują w dużej ilości infiltrujące tkankę tłuszczową makrofagi. Zespół Cordeiro postuluje, że to wisfatyna mediuje związek pomiędzy otyłością a obserwowanym u osób z nadmierną masą ciała nialkoholowym stłuszczeniem wątroby.
Wisfatynę kodować ma gen czynnika wzrostu dla wczesnych komórek B (PBEF, ang. pre-B cell colony-enhancing factor).